# Die Entscheidung (Seghers)
Die Entscheidung ist der vorletzte Roman von Anna Seghers, erschienen 1959 in Ost-Berlin.
Oktober 1947 bis Frühjahr 1951 in dem fiktiven Stahl- und Walzwerk Kossin, diesen „östlichen Bentheim-Werken“: Während die meisten Arbeiter vor Ort – also östlich der Elbe – bleiben, entscheiden sich einige führende Köpfe für die Weiterarbeit in Westdeutschland. Andreas Schrade fasste diese Entweder-oder-Situation in drei Sätzen zusammen: „An herausragender Stelle steht der Kommunist, der aus der Vergangenheit des antifaschistischen Kampfes den unbedingten Willen mitbringt, eine neue Welt zu errichten. Er will die Verhältnisse ändern, nicht sich selbst. Anders ist es bei denjenigen, die die Entscheidung zur ›Mitarbeit‹ noch nicht getroffen haben.“

## Inhalt
In der Tabelle unten sind einige in der Ortschaft Kossin agierende Figuren aufgelistet. Kossin liegt östlich der Elbe an einem unbenannten Fluss.
Aus der „Zugehörigkeit“ der auftretenden Person folgt in dem Roman immer eindeutig ihr Verhalten. In der diesbezüglichen zweiten Spalte der Tabelle ist der „Charakter“ der Figur aus dem Text übernommen und in der dritten Spalte die betreffende Seite in der verwendeten Ausgabe.
| Person in Kossin             | Zugehörigkeit           | Textstelle                             | Anmerkung                                                                            |
| ---------------------------- | ----------------------- | -------------------------------------- | ------------------------------------------------------------------------------------ |
| Robert Lohse                 | SED seit Sommer 1946    | 228, 6. Z.v.o.                         | Spanienkämpfer, gilt als Reparaturschlosser „für gut und rasch und zuverlässig“.     |
| Richard Hagen                | Parteiarbeiter (SED)    | 5                                      | Spanienkämpfer, zusammen mit Robert aufgewachsen                                     |
| Martin                       | Parteiarbeiter (SED)    | 5                                      |                                                                                      |
| Heiner Schanz Günther Schanz | SED                     | 167 und 225                            | Brüder, Former in Kossin                                                             |
| Gerhard Bechtler             | parteilos               | 5, 225, 16. Z.v.u. und 454, 14. Z.v.o. | verweigert den SED-Beitritt                                                          |
| Gerber, genannt Gerber-Hahn  | SED                     | 6 und 584                              | in sowjetischer Kriegsgefangenschaft zum Wettbewerbsvorbild erzogen und ausgeschickt |
| Vogt                         | Parteisekretär (SED)    | 6                                      | Buchdrucker, verbrachte das Dritte Reich im Zuchthaus                                |
| Strucks                      | Gewerkschaftsfunktionär | 6                                      |                                                                                      |
| Professor Berndt             | parteilos               | 6, 364, 15. Z.v.o.                     | Werkleiter                                                                           |
| Toms                         | SED                     | 6                                      | Chefingenieur, aus einer Gelehrtenfamilie, in Schwaben aufgewachsen                  |
| Ernst Riedl                  | parteilos               | 6, 229 und 378, 10. Z.v.u.             | Ingenieur, westdeutscher Katholik                                                    |
| Friedrich Rentmair           | Kandidat der SED        | 6, 366, 397                            | Ingenieur                                                                            |

Die in Westdeutschland, hauptsächlich im fiktiven Hadersfeld auftretenden Personen sind, mit Ausnahme von Herbert Melzer, keinesfalls vorbildlich. Der parteilose Schriftsteller Melzer, ehemals Kämpfer gegen Hitler und zusammen mit Robert und Richard Spanienkämpfer, unterliegt 1951 in Westdeutschland im einsamen Kampf.
Wird Lene Nohl auf Robert Lohse warten?
Die in Ostdeutschland 1947 aus dem Kossiner Schutt wieder ein Stahlwerk machen möchten, wollen ihre Familien mit der Notproduktion von Walzen, Pflügen und Eggen durchbringen. Robert Lohse, der dort gestrandet ist, hat keine Familie. Der „verbissen-wortkarge“ Arbeiter haust in einem Verschlag des teilweise zerbombten Hauses der Familie Enders. Auf einer Versammlung von Spanienkämpfern war er auf Erwin Enders gestoßen. Der alte Enders hatte den entwurzelten Robert mit nach Kossin genommen. Als Lene Nohl ihrem Flüchtlingstreck mit der kleinen Tochter Else nicht mehr folgen kann, schlüpft sie in der überfüllten Endersschen Wohnung unter. Später findet sie Arbeit im Glühlampenwerk Kossin-Neustadt. Robert wirft ein Auge auf Lene. Bei der verheirateten Frau hat er kein Glück. Sie wartet auf ihren Mann Albert. Lenes Ehemann kommt tatsächlich und wird nach Überprüfung seiner Papiere im Stahlwerk eingestellt.
Robert bandelt mit Lenes Arbeitskollegin, der Witwe Ella Busch, an. Ella, im Glühlampenwerk Meisterin geworden, ist auch nicht die Richtige. Doch die kleine Lisa Zech, ebenfalls Arbeiterin im Glühlampenwerk, hätte gern einen Mann. Robert lernt das junge Mädchen, das halb so alt ist wie er, näher kennen. Lisa, mit künstlerischen Ambitionen, ist eine Laienspielerin und Tänzerin, die sich für ihre Truppe eigene Darbietungen ausdenkt, textet, vorsingt, einübt und diese zum Deutschlandtreffen der FDJ zu Pfingsten 1950 in Berlin aufführen will.
Das Liebesverhältnis steht unter einem unglücklichen Stern. Wenn der eine Partner freie Zeit hat, passt es dem anderen gerade einmal nicht. Zudem hat Lisa kein rechtes Verständnis für die Freundschaft Roberts zu dem Jugendlichen Thomas Helger. Lisa beendet die Beziehung. Sie geht nach Berlin. Dort möchte sie das Theaterspielen erlernen.
Mit der Hilfe Direktor Bentheims können die aufbauwilligen Stahlwerker nicht rechnen. Der Direktor, ein Kriegsgewinnler, wurde von der „Sowjetmacht“ enteignet und baut ein wenig später mit tatkräftiger Hilfe der US-Amerikaner im Rhein-Main-Gebiet ein neues und größeres Stahlwerk auf. Hingegen im Osten hat „der Russe allerlei demontiert“.
Robert richtet auf eigene Faust eine primitive Lehrwerkstatt ein und bringt den Jugendlichen etwas von seinem Handwerk bei. Gern möchte Robert Lehrausbilder werden, doch ihm fehlt die erforderliche Qualifikation. Gewerkschaftsfunktionär Strucks hält den Schlosser zurück: „Hör doch endlich auf, dich in Dinge zu mischen, die dich nichts mehr angehen.“ Aber Chefingenieur Toms ermutigt Robert zur erforderlichen Weiterbildung.
Einer der Arbeiter im Stahlwerk soll auf die Schule für Ausbilder geschickt werden. Die Lehrlinge setzen Robert als ihren Favoriten durch. Er besteht die Aufnahmeprüfung. Albert Nohl, in einem amerikanischen Kriegsgefangenenlager umgeschult, von den Amerikanern mit Ausweispapieren und Anweisungen in die SBZ geschickt, flüchtet in den Westen. Lene bleibt mit ihrer kleinen Tochter Else zurück und vertraut sich Robert an. Nach der Flucht des Gatten wird sie kurzzeitig inhaftiert, als unschuldig freigelassen und arbeitet weiter in der Glühlampenfabrik. In der Fortsetzung der Entscheidung, dem Romanwerk Das Vertrauen, heiraten Robert und Lene.
Ingenieur Friedrich Rentmair bringt sich um
Nicht der alte Freund Riedl, sondern Dr. Wolfgang Büttner, Assistent und Freund des Kossiner Werkleiters Prof. Berndt, hatte Rentmair zur Arbeit in Kossin überredet. Büttner und Rentmair hatten bei Prof. Berndt ein paar Semester zusammen studiert. An manche Gepflogenheiten in der „russischen Zone“ kann sich der Westdeutsche Rentmair nicht so recht gewöhnen. Da wird die Arbeit in Kossin von dem sowjetischen Offizier Petrow, einem ukrainischen Bauernsohn Charkower Schule, kontrolliert. Nach Petrows Ansicht macht Herr Marshall die Kriegsverbrecher mit Dollars gesund.
Rentmair nimmt sich das Leben, nachdem bei einem Betriebsunfall im Stahlwerk zwei Arbeiter verletzt wurden. Einer von beiden Arbeitern war auf dem Weg ins Krankenhaus gestorben. Es heißt, Rentmair habe die bevorstehende Untersuchung gefürchtet. Er habe es versäumt, eine Sicherheitsanweisung bei den Arbeitern durchzusetzen. Dr. Büttner hatte die Staatssicherheit am Werktor empfangen und ihr mitgeteilt, dass er es sei, der den betroffenen Ingenieur Rentmair am längsten kenne. Robert Lohse aus der Reparaturbrigade will nicht nur Schuld auf Rentmair abgewälzt wissen. Seiner Ansicht nach kamen auch Materialfehler sowie unwahrscheinliche Zufälle dazu. Die Ingenieure Toms und Riedl sind sich einig, Rentmair ist alleingelassen worden
Otto Bentheim wird erschossen
Otto Bentheim, ehemals Nazi, tritt nach dem Kriege im westdeutschen Unternehmen seines Vaters Direktor Bentheim forsch auf. Auf einer Geschäftsreise nach Kairo gibt er sich der ehemalige SS-Mann als Kolonialherr, trifft dabei aber in Ägypten wie auch in Westdeutschland auf Widerstand. Anton aus Born, Sohn der krummen Ursel, will den Fabrikbesitzersohn erschießen. Während Anton unter Rommel in der Sahara stand, war Otto Bentheim auf Heimaturlaub und hat in der väterlichen Fabrik in Begleitung der Gestapo nach unliebsamen Personen gefahndet. Dabei wurde die Arbeiterin Resi, Antons Lebensgefährtin, verhaftet und kam später in einem Konzentrationslager zu Tode. Anton hat den Krieg überlebt und erschießt Otto Bentheim in der Fastnacht im Schlosscafé Biebrich. Eugen, Direktor Bentheims anderer Sohn, tritt die Nachfolge an. Sein Rezept zum modernen Umgang mit der Arbeiterschaft: „Um ihre Arbeitslust zu steigern, brauchen wir heute andere, vollständig neue Mittel. Nicht mehr die groben alten Maßnahmen, sondern ablenkende, stimulierende.“
Schriftsteller Herbert Melzer demonstriert, wird niedergeknüppelt und stirbt
An der USA-Ostküste schreibt Herbert Melzer an seinem großen Spanienbuch. Das Geld und die Zeit dafür erschreibt er sich mit Artikeln für US-Magazine. Mit der Zeit avanciert er vermöge seines Talents bei den Herausgebern als gern gesehener Autor, der im Ausland Reisereportagen verfassen darf. Herberts Schwester Erna ist auf einer Reise nach Boston tödlich verunglückt. Ernas und Herberts Vater war in den Bentheim-Werken angestellt gewesen. Ernas Gatte Stephen Wilcox heiratet wieder und distanziert sich von dem früheren Verwandten Herbert. Der erfolgreiche Reisereporter wird von den USA aus nach Westeuropa geschickt und gelangt über Paris in die alte Heimat. Ein ehemaliger Kampfgefährte  wirft Herbert vor, er schreibe für ein Blatt, das „gegen die Sowjetunion tobt“. Herbert besinnt sich. Er will nicht mehr für US-Verleger schreiben. Vielmehr denkt er an einen neuen Deutschlandroman. „Es ist mein Land“, begründet er sein Vorhaben. Dazu kommt es nicht mehr. Herbert beteiligt sich in Hadersfeld an einem Streik gegen die Bentheims. „Schwere Schläge mit dem Knüppel“ setzen seinem kampfbetonten Leben ein vorzeitiges Ende.
US-Firmen bahnen Geschäftsverbindungen mit westdeutschen Partnern an. Wilcox ist nach Deutschland gekommen. Er lädt Eugen Bentheim und Dr. Büttner zum Essen ein. Helen Wilcox, die zweite Frau des US-amerikanischen Geschäftsmannes, will solche Leute wie Dr. Büttner (siehe unten „Dr. Büttner konspiriert mit dem US-Geheimdienst“) nicht im Hause haben.
Ingenieur Ernst Riedl kommt erst mit seiner Mutter und dann mit seinem Kind in Kossin an
Kossin hatte Riedl bereits im Frühsommer 1945 erreicht. Nach Abschluss seines Hochschulstudiums hatte er früher dort gearbeitet. Im Urlaub war er zu Mutter, Bruder und Schwester in die Rhein-Main-Ecke gefahren und hatte dort die Waise Katharina geheiratet. Die junge Frau begreift nicht, weshalb Riedl nach Kossin zurückkehrt. Katharina kann sich nicht zur Übersiedelung in den Osten entschließen. Jedes Mal, wenn Riedl kommt, um die Frau in den Osten zu holen, findet sie eine neue Ausrede: „Fahr nicht dorthin. Bleib bei mir.“ Riedl hört nicht auf seine Frau. Die Kossiner staunen nicht schlecht, als Riedl seine alte Mutter aus dem Westen mitbringt. Der Ingenieur sucht seine Frau immer einmal im Westen auf. Anna Seghers schreibt: „Sie verbrachten die Nacht wie zwei Liebesleute, die ein sonderbares Geschick getrennt hat.“ Aber immer, wenn sich Katharina zur Übersiedelung nach Kossin entschlossen hat, kommt in letzter Minute etwas dazwischen. Nach jener soeben genannten Liebesnacht erfährt Katharina aus einem westdeutschen Blatt von Rentmairs Suizid und trennt sich darauf von ihrem Ehemann. Zu der Zeit, als Prof. Berndt flüchtet (siehe unten „Dr. Büttner konspiriert mit dem US-Geheimdienst“), will Riedl seine schwangere Frau Katharina wieder einmal nach Kossin holen. Katharina liest in der Tageszeitung eine verwirrende Meldung über die Flucht der Kossiner Werkleitung und folgt ihrem Mann nicht. Vor der Niederkunft geht Katharina doch noch in den Osten. Das Kind kommt an der innerdeutschen Grenze zur Welt. Die Mutter stirbt bei der Geburt. Riedl holt sein gesundes Kind nach Kossin. Der Ingenieur steigt im Stahlwerk Kossin zum Stellvertreter des technischen Leiters auf.
Dr. Büttner konspiriert mit dem US-Geheimdienst
Zu Lebzeiten Rentmairs hatte Riedl sich in einem Gespräch unter vier Augen darüber gewundert, Büttner nach dem Kriege in Kossin „sozusagen als Widerstandskämpfer zu finden.“ Hatte doch der Doktor vor seiner Verwundung die Macht genossen, die ihm Hitler verschafft hatte.
Während einer Tagungspause spricht Herr Meier, Mitarbeiter des US-Geheimdienstes, in einem Ost-Berliner Café Büttner an und erpresst ihn mit Gestapo-Papieren. Wenn Büttner nicht kooperieren möchte, werden die Niederschriften den politischen Autoritäten in Ostdeutschland übergeben. Nach weiteren Treffs in Ost-Berliner Cafés mit Herrn Meier wird Büttner klar, dass sich die Amerikaner für Prof. Berndt interessieren. Büttner teilt Meier mit, dass alles, was Prof. Berndt in seinem Lebenslauf der sowjetischen Administration berichtet hat, wahr sei. Berndt habe sogar seine Verirrungen vor 1945 notiert. Meier will mehr. Büttner soll Berndt zum Verlassen der DDR überreden. Der Assistent verleitet seinen Werkleiter in einem ersten Schritt zu schwer einhaltbaren Verpflichtungen.
Im Ost-Berliner Café wird erörtert, ob weitere Fachleute Berndt folgen würden. Dann würde der 1. Fünfjahrplan in Kossin scheitern.
Büttner muss seine Ehefrau Helga, die ihn der Untreue verdächtigt, ins Vertrauen ziehen. Die geltungssüchtige Frau unterstützt seine neue konspirative Tätigkeit und gesteht ihm, im Krieg an Menschenversuchen teilgenommen zu haben. Gemeinsam planen sie nun die heimliche Übersiedelung in die BRD. Hilfreich ist Helgas Wissen, dass Berndts Frau mit den Kindern bereits bei der Mutter im Schwarzwald lebt. Und der tödliche Betriebsunfall, aufgrund dessen Rentmair Suizid begeht, macht den sonst souverän auftretenden Prof. Berndt angreifbar.
Büttner gelingt es, Prof. Berndt in einem Fluchtauto nach West-Berlin zu bringen. Zuvor war der Führungsstil des Werkleiters von einem jungen Ingenieur öffentlich angegriffen worden. Büttners Frau Helga hatte sich nach Dahlem abgesetzt. Die beruflichen Pläne des in Westdeutschland wohlbehalten angekommenen Professors scheitern. Erkrankt zieht er sich zu seiner Familie in den Schwarzwald zurück.

## Selbstzeugnisse
Anna Seghers: Gesammelte Werke in Einzelausgaben. Bd. XIV (Gespräche und Interviews 1959–1978), S. 400–401, Berlin 1975–1980
- „Mir war die Hauptsache, zu zeigen, wie in unserer Zeit der Bruch, der die Welt in zwei Lager spaltet, auf alle, selbst auf die privatesten, selbst auf die intimsten Teile des Lebens einwirkt.“[12]
- In einem Gespräch mit Christa Wolf: „Ich habe Lohse gern, weil er es nicht leicht hat. Menschen, die es immer leicht haben und besonders strahlend sind, mißtraut man etwas, ehe man sie nicht auf die Probe gestellt sieht.“[13]

## Entstehung und Form
Zu Recherchezwecken besuchte Seghers unter anderem ein Stahlwerk, dessen enteigneter Besitzer Bendtheim noch Fabriken im Rheinland besessen habe.
Der Roman besteht aus zehn Kapiteln. Der Text ist nicht nur ein zeitgeschichtliches Dokument der ersten Jahre des Kalten Krieges, sondern es wird auch vom Ende der NS-Herrschaft erzählt. Zum Beispiel wird ein Trupp glücklich singender, zu Grunde gerichteter Frauen beschrieben, der ein nationalsozialistisches Arbeitslager überlebt hat.
Die Erzählsituation ist auktorial.

## Rezeption
In der DDR begrüßte Annemarie Auer im Herbst 1959 das Buch: „Mit mehr als achtzig Personen – sei es hier bei uns oder im Westen Deutschlands, in Mexiko, in Spanien – muß sich der Leser befreunden oder verfeinden. Wir können sicher sein, daß unsere Menschen sich deren Begebnisse mit der gleichen Nachdenklichkeit zu Herzen nehmen werden wie die Erfahrungen, die sie aus ihrem eigenen Leben ziehn.“
In der BRD lehnte Marcel Reich-Ranicki in der Welt vom 3. September 1959 den Roman ab: „Geradezu erschütternd ist die Naivität und die intellektuelle Armseligkeit der ›Entscheidung‹.“  Anlässlich des 80. Geburtstages der Autorin nannte er den Roman in der FAZ vom 15. November 1980 wirr und vordergründig. Schrade verwies in diesem Zusammenhang darauf, dass Seghers vom Kommunismus überzeugt war. Die historische Vorausschau aus der Entstehungszeit des Werkes solle deshalb von späteren Generationen nicht ignoriert werden.
Kurt Batt bezeichnete das Werk als sozialistischen Zeitgeschichtsroman. In dem Roman geht es bei fast allen Figuren um die Bewältigung ihrer Vergangenheit vor 1945. Neben dem Entscheidungsmotiv für eine der beiden Gesellschaftsordnungen spielt die Bewährung eine entscheidende Rolle. Entscheiden müssen sich die Figuren nicht nur zwischen Ost und West. Gleich am Romananfang erlebt der Leser eine Versammlung der Belegschaft des Stahlwerkes Kossin. Der Redner Richard Hagen fordert die Arbeiter auf, sich für die Unterstützung der neuen Werkleitung zu entscheiden.

### Textausgaben
Erstausgabe
- Die Entscheidung. Roman. Aufbau-Verlag, Berlin 1959. 596 Seiten

Verwendete Ausgabe
- Die Entscheidung. Roman. in: Anna Seghers: Band VII der Gesammelten Werke in Einzelausgaben. 625 Seiten. Aufbau-Verlag, Berlin 1985, (4. Aufl., ohne ISBN)

### Sekundärliteratur
- Anna Seghers: Das Vertrauen. Roman. Aufbau-Verlag, Berlin 1968. Erstausgabe. Leinen. 455 Seiten, ohne ISBN
- Heinz Neugebauer: Anna Seghers. Leben und Werk. Mit Abbildungen (Wissenschaftliche Mitarbeit: Irmgard Neugebauer, Redaktionsschluss 20. September 1977). 238 Seiten. Reihe „Schriftsteller der Gegenwart“ (Hrsg. Kurt Böttcher). Volk und Wissen, Berlin 1980, ohne ISBN
- Kurt Batt: Anna Seghers. Versuch über Entwicklung und Werke. Mit Abbildungen. 283 Seiten. Reclam, Leipzig 1973 (2. Aufl. 1980). Lizenzgeber: Röderberg, Frankfurt am Main (Röderberg-Taschenbuch Bd. 15), ISBN 3-87682-470-2
- Juliane Eckhardt: Die Werke von Anna Seghers im Literaturunterricht der BRD in: Günter Eifler (Redakteur), Anton Maria Keim (Redakteur): Anna Seghers – Mainzer Weltliteratur. Beiträge aus Anlaß des 80. Geburtstages. Verlag Dr. Hanns Krach, Mainz 1981, ISBN 3-87439-074-8
- Ute Brandes: Anna Seghers. Colloquium Verlag, Berlin 1992. Bd. 117 der Reihe „Köpfe des 20. Jahrhunderts“, ISBN 3-7678-0803-X
- Andreas Schrade: Anna Seghers. Metzler, Stuttgart 1993 (Sammlung Metzler Bd. 275 (Autoren und Autorinnen)), ISBN 3-476-10275-0
- Andreas Schrade: Entwurf einer ungeteilten Gesellschaft. Anna Seghers' Weg zum Roman nach 1945. Aisthesis Verlag, Bielefeld 1994, ISBN 3-925670-89-0
- Sonja Hilzinger: Anna Seghers. Mit 12 Abbildungen. Reihe Literaturstudium. Reclam, Stuttgart 2000, RUB 17623, ISBN 3-15-017623-9

## Anmerkung
1. ↑  Der Schlosserlehrling Thomas Helger spielt hier eine Nebenrolle, in Seghers letztem Roman Das Vertrauen (Seghers 1968, S. 5, 2. Z.v.o.) tritt er hingegen als Hauptperson auf.